# إسميي لورانس
إسميي لورانس (ولدت في نوفمبر 1961) هي عداءة كنديّة. تنافست في سباق  النساء 4 × 400 متر  في الألعاب الأولمبية الصيفية 1988.

## روابط خارجية
- إسميي لورانس على موقع الاتحاد الدولي لألعاب القوى (الإنجليزية)
- إسميي لورانس على موقع أوليمبيديا (الإنجليزية)
- إسميي لورانس على موقع اللجنة الأولمبية الكندية (الإنجليزية)
- إسميي لورانس على موقع اتحاد ألعاب الكومنولث (مؤرشف) (الإنجليزية)